# Comté de Cardwell
Pour les articles homonymes, voir Cardwell.
Le comté de Cardwell est une zone d'administration locale au nord du Queensland en Australie.
Le comté comprend les villes de :
- Tully ;
- Cardwell ;
- Bilyana ;
- Cardstone ;
- Carmoo ;
- Euramo ;
- Feluga ;
- Hull Heads ;
- Jumbun ;
- Kennedy ;
- Murray upper ;
- Murrigal ;
- Silky Oak ;
- South Mission Beach ;
- Tully Heads ;
- Wongaling Beach.

Le comté contient aussi un certain nombre d'îles : Dunk Island, Goold Island, Hinchinbrook Island.
L'économie de la région est basée sur la culture de la canne à sucre, de la banane et le tourisme.